# Deutsche Meisterschaften im Freiwasserschwimmen 1997
| Disziplin       | Männer          | Männer       | Männer | Frauen                       | Frauen                     | Frauen |
| Disziplin       | Name            | Verein       | Zeit   | Name                         | Verein                     | Zeit   |
| --------------- | --------------- | ------------ | ------ | ---------------------------- | -------------------------- | ------ |
| 5 km Freiwasser | Sebastian Wiese | SC Magdeburg |        | Angela Maurer / Peggy Büchse | SC Wiesbaden / PSV Rostock |        |